# Zvenella acutangulata
Zvenella acutangulata är en insektsart som beskrevs av Hsia, Xiangwei Liu och Haisheng Yin 1991. Zvenella acutangulata ingår i släktet Zvenella och familjen syrsor. Inga underarter finns listade i Catalogue of Life.